# Kleine Paar
Die Kleine Paar ist ein 26,5 km langer rechter Nebenfluss der Friedberger Ach in Bayern. Sie entspringt bei Osterzhausen (Pöttmes) am Fuß des Posteig, fließt danach durch Osterzhausen und passiert anschließend die Gemeinden Baar (Ortsteile Heimpersdorf, Oberbaar und Unterbaar), Holzheim (Ortsteile Stadel, Riedheim und Pessenburgheim), Rain (Ortsteile Bayerdilling und Gempfing) sowie Burgheim (Hauptort und Ortsteil Moos). Auf den letzten etwa 700 Metern passiert der Fluss die Auwälder der Donau und mündet schließlich in die Friedberger Ach nur 300 m vor deren Mündung in die Donau gegenüber von Stepperg (Markt Rennertshofen). 
Alle wesentlichen Zuflüsse kommen aus östlicher Richtung, von der Quelle Richtung Mündung sind diese das Zellerbächlein (Oberbaar), der Wiesenbach (nördlich Unterbaar), der Rössbach (nördlich Riedheim/Stadel), der Siegenbach (südlich Bayerdilling), der Haselbach (in Gempfing), der Wörthlinger Bach (nördlich Gempfing), der Leitenbach (in Burgheim), der Vohbach (bei der Oggermühle) sowie Weiherbach (bei der Langwiedmühle) und Schwarzbach (kurz vor der Mündung).
Die Kleine Paar wurde von der Einmündung des Siegenbaches südlich Bayerdilling bis zur Mündung mit Wirkung zum 1. Januar 1980 zu einem staatlichen Gewässer zweiter Ordnung aufgestuft. 2021 bis 2024 erfolgte in Baar eine Wiederbelebung
Die Kleine Paar verläuft etwa 20 km westlich der Paar und kommt mit dieser nicht in Kontakt.